# الاتحاد البلجيكي للقطاع المالي
الاتحاد البلجيكي للقطاع المالي هي منظمة غير ربحية هدفها تقديم معلومات موثوقة وموضوعية عن القطاع المالي البلجيكي.

## نبذة
يتعاون الاتحاد البلجيكي للقطاع المالي مع العديد من المؤسسات العامة على المستوى الأوروبي والوطني والإقليمي، ويريد الاتحاد أن يكون بيتًا للحوار لجميع أصحاب المصلحة.

## التأسيس
تم إنشاء الاتحاد البلجيكي للقطاع المالي في عام 2003 ويقع في بروكسل.